# Полевые Буртасы
Полевые Бурта́сы (чув. Вырăскасси) — деревня в Новошимкусском сельском поселении Яльчикского района Чувашии.

## География
Селение расположено северо-западнее Белого озера. До районного центра 19 км.

## Демография
Население на 1 января 2004 — 318 человек, 124 домохозяйства.
| 2010 | 2012 |
| ---- | ---- |
| 198  | ↗201 |

## История
До 1 октября 1927 года входила в Малояльчикский район. 

С 19 мая 1935 года — в Яльчикском районе, после 10 декабря 1962 года передана в состав Батыревского района.

С 14 марта 1965 года по сию пору в Яльчикском районе.

### Участие жителей в войнах и вооружённых конфликтах
На полях Великой Отечественной войны сражались 164 жителя деревни, 61 человек сложили свои головы.

## Экономика
В Полевых Буртасах работает дом культуры, библиотека, фельдшерский пункт, магазин. Рядом — автотракторный парк предприятия «Заря», животноводческие фермы.
В 2003 проведено газоснабжение.

## Уроженцы селения
- Елен Нарпи — чувашская писательница, кандидат филологических наук.
- Кузнецов, Иван Данилович — доктор исторических наук, профессор, писатель, критик-литературовед.
- Чернов, Пётр Никифорович (25 апреля 1929 - 25 апреля 2025) — российский педагог средней школы. Народный учитель СССР (1980).